# Háblame de ti
Háblame de ti je mexický hraný film z roku 2022, který režíroval José Eduardo Cortés Moreno podle vlastního scénáře. Snímek měl světovou premiéru 6. října 2022.

## Děj
Chava právě oslavil své 17. narozeniny. Krátce na to dostane zprávu od tajné obdivovatelky, která si říká "Brujita". Při pátrání po její totožnosti objeví ve své rodině řadu tajemství. Zároveň se sblíží s Carlosem z jejich školního plaveckého oddílu.

## Obsazení
| Germán Bracco          | Chava   |
| Martín Saracho         | Carlos  |
| Arcelia Ramírez        | Laura   |
| Julio Bracho           | Álvaro  |
| Isidora Vives          | Mariana |
| Renata Vaca            | Renata  |
| Isabella Argudín       | Hannah  |
| Victor Hugo Villanueva | Hugo    |
| Hugo Catalán           | Marco   |
| Daniela Schmidt        | Maca    |
| Fernanda Borches       | Bertha  |
| Angel Noe Alvarado     | Fran    |
| Emiliano Estrada       | Ramón   |
| Héctor Trejo           | Bruno   |

### Ocenění
- Cena Canacine: vítěz v kategorii nejnadějnější herec (Germán Bracco); nominace v kategoriích nejnadějnější herec (Martín Saracho) a nejnadějnější herečka (Isidora Vives)